# Charlton Horethorne
Charlton Horethorne es una localidad situada en el condado de Somerset, en Inglaterra (Reino Unido), con una población en 2016 de 605 habitantes. En la actualidad es un pueblo con negocios prósperos, posee escuela primaria y una sala comunitaria que fue adquirida en 1923 del ejército en memoria a los caídos en la Primera Guerra Mundial.
Se encuentra ubicada en la península del Suroeste, al sur de la ciudad de Bristol y del canal de Bristol.